# Pont de Megyer
Le pont de Megyer (en hongrois, Megyeri híd) est un pont de Budapest, en Hongrie.

## Situation
Franchissant le Danube à l'extrémité nord de la ville, il est l'un des deux ponts permettant à l'autoroute M0 de passer au-dessus du fleuve.